# Eleições legislativas de 2009 em Sintra

## Resultados Oficiais
| Partido                 | Partido                        | Votos   | %               | +/-   |
| ----------------------- | ------------------------------ | ------- | --------------- | ----- |
|                         | Partido Socialista             | 63 871  | 37,56 / 100,00  | 7,58  |
|                         | Partido Social Democrata       | 36 789  | 21,63 / 100,00  | 0,54  |
|                         | Bloco de Esquerda              | 21 230  | 12,48 / 100,00  | 2,27  |
|                         | CDS – Partido Popular          | 19 931  | 11,72 / 100,00  | 4,73  |
|                         | Coligação Democrática Unitária | 16 107  | 9,47 / 100,00   | 0,32  |
|                         | Outros                         | 6 304   | 3,70 / 100,00   |       |
| Votos Inválidos         | Votos Inválidos                | 5 826   | 3,43 / 100,00   | 0,20  |
| Total                   | Total                          | 170 058 | 100,00 / 100,00 |       |
| Eleitorado/Participação | Eleitorado/Participação        | 284 766 | 59,72 / 100,00  | 5,21  |
| Fonte                   | Fonte                          | [ 1 ]   | [ 1 ]           | [ 1 ] |

## Resultados por Freguesia
Os resultados seguintes referem-se aos partidos que obtiveram mais de 1,00% dos votos:
| Freguesia                         | %     | %     | %     | %     | %     | Votantes |
| Freguesia                         | PS    | PSD   | BE    | CDS   | CDU   | Votantes |
| --------------------------------- | ----- | ----- | ----- | ----- | ----- | -------- |
| Agualva                           | 39,15 | 20,32 | 12,82 | 11,41 | 9,30  | 17 184   |
| Algueirão - Mem Martins           | 35,95 | 21,85 | 13,02 | 12,47 | 9,34  | 27 642   |
| Almargem do Bispo                 | 40,55 | 22,60 | 9,86  | 10,56 | 8,16  | 4 535    |
| Belas                             | 37,30 | 20,66 | 11,57 | 12,67 | 10,41 | 10 340   |
| Cacém                             | 39,97 | 18,07 | 12,97 | 10,82 | 11,56 | 10 015   |
| Casal de Cambra                   | 37,93 | 18,86 | 11,66 | 13,31 | 9,86  | 5 110    |
| Colares                           | 34,14 | 28,27 | 10,74 | 14,05 | 5,64  | 3 937    |
| Massamá                           | 36,93 | 23,28 | 13,03 | 11,34 | 8,92  | 13 326   |
| Mira-Sintra                       | 39,82 | 18,83 | 11,17 | 9,33  | 13,92 | 3 420    |
| Monte Abraão                      | 38,12 | 22,49 | 12,86 | 11,05 | 9,58  | 9 853    |
| Montelavar                        | 43,11 | 20,73 | 9,03  | 7,59  | 12,20 | 2 016    |
| Pero Pinheiro                     | 36,57 | 29,88 | 8,02  | 10,51 | 8,91  | 2 256    |
| Queluz                            | 39,50 | 19,48 | 12,97 | 10,34 | 11,08 | 13 511   |
| Rio de Mouro                      | 36,77 | 20,25 | 13,55 | 12,01 | 10,13 | 19 947   |
| São João das Lampas               | 36,25 | 27,03 | 10,31 | 11,72 | 6,33  | 4 957    |
| São Marcos                        | 38,43 | 17,10 | 15,69 | 11,96 | 8,90  | 5 486    |
| Sintra - Santa Maria e São Miguel | 34,46 | 26,68 | 12,43 | 11,29 | 7,32  | 5 342    |
| Sintra - São Martinho             | 36,25 | 24,94 | 10,24 | 14,35 | 6,14  | 3 192    |
| Sintra - São Pedro de Penaferrim  | 35,65 | 24,39 | 11,21 | 13,87 | 8,28  | 5 601    |
| Terrugem                          | 38,57 | 25,96 | 11,39 | 10,09 | 7,12  | 2 388    |
| Sintra                            | 37,56 | 21,63 | 12,48 | 11,72 | 9,47  | 170 958  |

#### Agualva
| Partido                 | Partido                        | Votos  | %               | +/-  |
| ----------------------- | ------------------------------ | ------ | --------------- | ---- |
|                         | Partido Socialista             | 6 728  | 39,15 / 100,00  | 8,63 |
|                         | Partido Social Democrata       | 3 491  | 20,32 / 100,00  | 0,21 |
|                         | Bloco de Esquerda              | 2 203  | 12,82 / 100,00  | 2,57 |
|                         | CDS – Partido Popular          | 1 960  | 11,41 / 100,00  | 5,42 |
|                         | Coligação Democrática Unitária | 1 598  | 9,30 / 100,00   | 0,98 |
|                         | Outros                         | 625    | 3,63 / 100,00   |      |
| Votos Inválidos         | Votos Inválidos                | 579    | 3,37 / 100,00   | 0,43 |
| Total                   | Total                          | 17 184 | 100,00 / 100,00 |      |
| Eleitorado/Participação | Eleitorado/Participação        | 29 059 | 59,13 / 100,00  | 5,88 |

#### Algueirão - Mem Martins
| Partido                 | Partido                        | Votos  | %               | +/-  |
| ----------------------- | ------------------------------ | ------ | --------------- | ---- |
|                         | Partido Socialista             | 9 937  | 35,95 / 100,00  | 6,87 |
|                         | Partido Social Democrata       | 6 039  | 21,85 / 100,00  | 1,38 |
|                         | Bloco de Esquerda              | 3 660  | 13,02 / 100,00  | 2,14 |
|                         | CDS – Partido Popular          | 3 447  | 12,47 / 100,00  | 4,64 |
|                         | Coligação Democrática Unitária | 2 583  | 9,34 / 100,00   | 0,20 |
|                         | Movimento Esperança Portugal   | 313    | 1,13 / 100,00   | Novo |
|                         | Outros                         | 842    | 3,05 / 100,00   |      |
| Votos Inválidos         | Votos Inválidos                | 881    | 3,19 / 100,00   | 0,07 |
| Total                   | Total                          | 27 642 | 100,00 / 100,00 |      |
| Eleitorado/Participação | Eleitorado/Participação        | 48 179 | 57,37 / 100,00  | 3,55 |

#### Almargem do Bispo
| Partido                 | Partido                        | Votos | %               | +/-  |
| ----------------------- | ------------------------------ | ----- | --------------- | ---- |
|                         | Partido Socialista             | 1 839 | 40,55 / 100,00  | 6,17 |
|                         | Partido Social Democrata       | 1 025 | 22,60 / 100,00  | 2,77 |
|                         | CDS – Partido Popular          | 479   | 10,56 / 100,00  | 4,71 |
|                         | Bloco de Esquerda              | 447   | 9,86 / 100,00   | 3,05 |
|                         | Coligação Democrática Unitária | 370   | 8,16 / 100,00   | 0,44 |
|                         | Outros                         | 188   | 4,14 / 100,00   |      |
| Votos Inválidos         | Votos Inválidos                | 187   | 4,13 / 100,00   | 0,01 |
| Total                   | Total                          | 4 535 | 100,00 / 100,00 |      |
| Eleitorado/Participação | Eleitorado/Participação        | 7 174 | 63,21 / 100,00  | 4,57 |

#### Belas
| Partido                 | Partido                        | Votos  | %               | +/-  |
| ----------------------- | ------------------------------ | ------ | --------------- | ---- |
|                         | Partido Socialista             | 3 857  | 37,30 / 100,00  | 8,51 |
|                         | Partido Social Democrata       | 2 136  | 20,66 / 100,00  | 0,83 |
|                         | CDS – Partido Popular          | 1 310  | 12,67 / 100,00  | 6,39 |
|                         | Bloco de Esquerda              | 1 196  | 11,57 / 100,00  | 2,22 |
|                         | Coligação Democrática Unitária | 1 076  | 10,41 / 100,00  | 0,58 |
|                         | PCTP/MRPP                      | 103    | 1,00 / 100,00   | 0,15 |
|                         | Outros                         | 282    | 2,72 / 100,00   |      |
| Votos Inválidos         | Votos Inválidos                | 380    | 3,67 / 100,00   | 0,33 |
| Total                   | Total                          | 10 340 | 100,00 / 100,00 |      |
| Eleitorado/Participação | Eleitorado/Participação        | 17 210 | 60,08 / 100,00  | 5,88 |

#### Cacém
| Partido                 | Partido                        | Votos  | %               | +/-  |
| ----------------------- | ------------------------------ | ------ | --------------- | ---- |
|                         | Partido Socialista             | 4 003  | 39,97 / 100,00  | 6,99 |
|                         | Partido Social Democrata       | 1 810  | 18,07 / 100,00  | 0,72 |
|                         | Bloco de Esquerda              | 1 299  | 12,97 / 100,00  | 3,70 |
|                         | Coligação Democrática Unitária | 1 158  | 11,56 / 100,00  | 0,60 |
|                         | CDS – Partido Popular          | 1 084  | 10,82 / 100,00  | 4,70 |
|                         | Outros                         | 347    | 3,47 / 100,00   |      |
| Votos Inválidos         | Votos Inválidos                | 314    | 3,14 / 100,00   | 0,05 |
| Total                   | Total                          | 10 015 | 100,00 / 100,00 |      |
| Eleitorado/Participação | Eleitorado/Participação        | 17 422 | 57,48 / 100,00  | 7,22 |

#### Casal de Cambra
| Partido                 | Partido                        | Votos | %               | +/-  |
| ----------------------- | ------------------------------ | ----- | --------------- | ---- |
|                         | Partido Socialista             | 1 938 | 37,93 / 100,00  | 9,60 |
|                         | Partido Social Democrata       | 964   | 18,86 / 100,00  | 3,24 |
|                         | CDS – Partido Popular          | 680   | 13,31 / 100,00  | 7,26 |
|                         | Bloco de Esquerda              | 596   | 11,66 / 100,00  | 3,27 |
|                         | Coligação Democrática Unitária | 504   | 9,86 / 100,00   | 0,90 |
|                         | PCTP/MRPP                      | 55    | 1,08 / 100,00   | 0,03 |
|                         | Outros                         | 180   | 3,53 / 100,00   |      |
| Votos Inválidos         | Votos Inválidos                | 193   | 3,78 / 100,00   | 0,08 |
| Total                   | Total                          | 5 110 | 100,00 / 100,00 |      |
| Eleitorado/Participação | Eleitorado/Participação        | 8 509 | 60,05 / 100,00  | 6,62 |

#### Colares
| Partido                 | Partido                        | Votos | %               | +/-  |
| ----------------------- | ------------------------------ | ----- | --------------- | ---- |
|                         | Partido Socialista             | 1 344 | 34,14 / 100,00  | 8,60 |
|                         | Partido Social Democrata       | 1 113 | 28,27 / 100,00  | 0,22 |
|                         | CDS – Partido Popular          | 553   | 14,05 / 100,00  | 3,09 |
|                         | Bloco de Esquerda              | 423   | 10,74 / 100,00  | 3,10 |
|                         | Coligação Democrática Unitária | 222   | 5,64 / 100,00   | 0,10 |
|                         | Outros                         | 127   | 2,92 / 100,00   |      |
| Votos Inválidos         | Votos Inválidos                | 155   | 3,94 / 100,00   | 1,04 |
| Total                   | Total                          | 3 937 | 100,00 / 100,00 |      |
| Eleitorado/Participação | Eleitorado/Participação        | 6 300 | 62,49 / 100,00  | 1,83 |

#### Massamá
| Partido                 | Partido                        | Votos  | %               | +/-  |
| ----------------------- | ------------------------------ | ------ | --------------- | ---- |
|                         | Partido Socialista             | 4 921  | 36,93 / 100,00  | 7,90 |
|                         | Partido Social Democrata       | 3 102  | 23,28 / 100,00  | 1,08 |
|                         | Bloco de Esquerda              | 1 736  | 13,03 / 100,00  | 1,28 |
|                         | CDS – Partido Popular          | 1 511  | 11,34 / 100,00  | 4,08 |
|                         | Coligação Democrática Unitária | 1 189  | 8,92 / 100,00   | 0,13 |
|                         | Outros                         | 400    | 3,01 / 100,00   |      |
| Votos Inválidos         | Votos Inválidos                | 467    | 3,50 / 100,00   | 0,03 |
| Total                   | Total                          | 13 326 | 100,00 / 100,00 |      |
| Eleitorado/Participação | Eleitorado/Participação        | 20 998 | 63,46 / 100,00  | 6,20 |

#### Mira-Sintra
| Partido                 | Partido                        | Votos | %               | +/-  |
| ----------------------- | ------------------------------ | ----- | --------------- | ---- |
|                         | Partido Socialista             | 1 362 | 39,82 / 100,00  | 7,45 |
|                         | Partido Social Democrata       | 644   | 18,83 / 100,00  | 1,04 |
|                         | Coligação Democrática Unitária | 476   | 13,92 / 100,00  | 1,41 |
|                         | Bloco de Esquerda              | 382   | 11,17 / 100,00  | 1,43 |
|                         | CDS – Partido Popular          | 319   | 9,33 / 100,00   | 4,11 |
|                         | PCTP/MRPP                      | 35    | 1,02 / 100,00   | 0,18 |
|                         | Outros                         | 90    | 2,64 / 100,00   |      |
| Votos Inválidos         | Votos Inválidos                | 112   | 3,28 / 100,00   | 1,19 |
| Total                   | Total                          | 3 420 | 100,00 / 100,00 |      |
| Eleitorado/Participação | Eleitorado/Participação        | 5 493 | 62,26 / 100,00  | 4,11 |

#### Monte Abraão
| Partido                 | Partido                        | Votos  | %               | +/-  |
| ----------------------- | ------------------------------ | ------ | --------------- | ---- |
|                         | Partido Socialista             | 3 756  | 38,12 / 100,00  | 6,62 |
|                         | Partido Social Democrata       | 2 216  | 22,49 / 100,00  | 0,33 |
|                         | Bloco de Esquerda              | 1 267  | 12,86 / 100,00  | 1,18 |
|                         | CDS – Partido Popular          | 1 089  | 11,05 / 100,00  | 4,53 |
|                         | Coligação Democrática Unitária | 944    | 9,58 / 100,00   | 0,34 |
|                         | Outros                         | 292    | 2,96 / 100,00   |      |
| Votos Inválidos         | Votos Inválidos                | 289    | 2,93 / 100,00   | 0,08 |
| Total                   | Total                          | 9 853  | 100,00 / 100,00 |      |
| Eleitorado/Participação | Eleitorado/Participação        | 16 863 | 58,43 / 100,00  | 6,08 |

#### Montelavar
| Partido                 | Partido                        | Votos | %               | +/-     |
| ----------------------- | ------------------------------ | ----- | --------------- | ------- |
|                         | Partido Socialista             | 869   | 43,11 / 100,00  | 10,65   |
|                         | Partido Social Democrata       | 418   | 20,73 / 100,00  | 2,22    |
|                         | Coligação Democrática Unitária | 246   | 12,20 / 100,00  | 0,75    |
|                         | Bloco de Esquerda              | 182   | 9,03 / 100,00   | 3,03    |
|                         | CDS – Partido Popular          | 153   | 7,59 / 100,00   | 3,51    |
|                         | Outros                         | 71    | 3,53 / 100,00   |         |
| Votos Inválidos         | Votos Inválidos                | 77    | 3,82 / 100,00   | 0,64    |
| Total                   | Total                          | 2 016 | 100,00 / 100,00 |         |
| Eleitorado/Participação | Eleitorado/Participação        | 3 238 | 62,26 / 100,00  | Estável |

#### Pero Pinheiro
| Partido                 | Partido                        | Votos | %               | +/-  |
| ----------------------- | ------------------------------ | ----- | --------------- | ---- |
|                         | Partido Socialista             | 825   | 36,57 / 100,00  | 5,99 |
|                         | Partido Social Democrata       | 674   | 29,88 / 100,00  | 0,71 |
|                         | CDS – Partido Popular          | 237   | 10,51 / 100,00  | 2,92 |
|                         | Coligação Democrática Unitária | 201   | 8,91 / 100,00   | 0,19 |
|                         | Bloco de Esquerda              | 181   | 8,02 / 100,00   | 2,94 |
|                         | Outros                         | 77    | 3,39 / 100,00   |      |
| Votos Inválidos         | Votos Inválidos                | 61    | 2,71 / 100,00   | 0,15 |
| Total                   | Total                          | 2 256 | 100,00 / 100,00 |      |
| Eleitorado/Participação | Eleitorado/Participação        | 3 815 | 59,13 / 100,00  | 0,71 |

#### Queluz
| Partido                 | Partido                        | Votos  | %               | +/-  |
| ----------------------- | ------------------------------ | ------ | --------------- | ---- |
|                         | Partido Socialista             | 5 337  | 39,50 / 100,00  | 6,88 |
|                         | Partido Social Democrata       | 2 632  | 19,48 / 100,00  | 0,46 |
|                         | Bloco de Esquerda              | 1 752  | 12,97 / 100,00  | 2,13 |
|                         | Coligação Democrática Unitária | 1 497  | 11,08 / 100,00  | 0,60 |
|                         | CDS – Partido Popular          | 1 397  | 10,34 / 100,00  | 4,55 |
|                         | Outros                         | 477    | 3,55 / 100,00   |      |
| Votos Inválidos         | Votos Inválidos                | 419    | 3,10 / 100,00   | 0,28 |
| Total                   | Total                          | 13 511 | 100,00 / 100,00 |      |
| Eleitorado/Participação | Eleitorado/Participação        | 23 417 | 57,70 / 100,00  | 7,56 |

#### Rio de Mouro
| Partido                 | Partido                        | Votos  | %               | +/-  |
| ----------------------- | ------------------------------ | ------ | --------------- | ---- |
|                         | Partido Socialista             | 7 334  | 36,77 / 100,00  | 7,72 |
|                         | Partido Social Democrata       | 4 040  | 20,25 / 100,00  | 1,29 |
|                         | Bloco de Esquerda              | 2 703  | 13,55 / 100,00  | 2,56 |
|                         | CDS – Partido Popular          | 2 396  | 12,01 / 100,00  | 4,95 |
|                         | Coligação Democrática Unitária | 2 020  | 10,13 / 100,00  | 0,13 |
|                         | PCTP/MRPP                      | 229    | 1,15 / 100,00   | 0,08 |
|                         | Outros                         | 543    | 2,73 / 100,00   |      |
| Votos Inválidos         | Votos Inválidos                | 682    | 3,42 / 100,00   | 0,04 |
| Total                   | Total                          | 19 947 | 100,00 / 100,00 |      |
| Eleitorado/Participação | Eleitorado/Participação        | 33 948 | 58,76 / 100,00  | 7,04 |

#### São João das Lampas
| Partido                 | Partido                        | Votos | %               | +/-  |
| ----------------------- | ------------------------------ | ----- | --------------- | ---- |
|                         | Partido Socialista             | 1 797 | 36,25 / 100,00  | 5,67 |
|                         | Partido Social Democrata       | 1 340 | 27,03 / 100,00  | 1,04 |
|                         | CDS – Partido Popular          | 581   | 11,72 / 100,00  | 3,79 |
|                         | Bloco de Esquerda              | 511   | 10,31 / 100,00  | 2,73 |
|                         | Coligação Democrática Unitária | 314   | 6,33 / 100,00   | 0,84 |
|                         | Outros                         | 194   | 3,90 / 100,00   |      |
| Votos Inválidos         | Votos Inválidos                | 220   | 4,43 / 100,00   | 0,15 |
| Total                   | Total                          | 4 957 | 100,00 / 100,00 |      |
| Eleitorado/Participação | Eleitorado/Participação        | 7 928 | 62,53 / 100,00  | 3,34 |

#### São Marcos
| Partido                 | Partido                        | Votos | %               | +/-  |
| ----------------------- | ------------------------------ | ----- | --------------- | ---- |
|                         | Partido Socialista             | 2 108 | 38,43 / 100,00  | 6,61 |
|                         | Partido Social Democrata       | 938   | 17,10 / 100,00  | 2,02 |
|                         | Bloco de Esquerda              | 861   | 15,69 / 100,00  | 2,58 |
|                         | CDS – Partido Popular          | 656   | 11,96 / 100,00  | 5,20 |
|                         | Coligação Democrática Unitária | 488   | 8,90 / 100,00   | 0,82 |
|                         | PCTP/MRPP                      | 56    | 1,02 / 100,00   | 0,08 |
|                         | Outros                         | 170   | 3,10 / 100,00   |      |
| Votos Inválidos         | Votos Inválidos                | 209   | 3,81 / 100,00   | 0,15 |
| Total                   | Total                          | 5 486 | 100,00 / 100,00 |      |
| Eleitorado/Participação | Eleitorado/Participação        | 9 579 | 57,27 / 100,00  | 7,63 |

#### Sintra - Santa Maria e São Miguel
| Partido                 | Partido                        | Votos | %               | +/-  |
| ----------------------- | ------------------------------ | ----- | --------------- | ---- |
|                         | Partido Socialista             | 1 841 | 34,46 / 100,00  | 7,25 |
|                         | Partido Social Democrata       | 1 425 | 26,68 / 100,00  | 1,27 |
|                         | Bloco de Esquerda              | 664   | 12,43 / 100,00  | 1,55 |
|                         | CDS – Partido Popular          | 603   | 11,29 / 100,00  | 1,92 |
|                         | Coligação Democrática Unitária | 391   | 7,32 / 100,00   | 0,06 |
|                         | PCTP/MRPP                      | 55    | 1,03 / 100,00   | 0,11 |
|                         | Outros                         | 153   | 2,86 / 100,00   |      |
| Votos Inválidos         | Votos Inválidos                | 210   | 3,93 / 100,00   | 0,93 |
| Total                   | Total                          | 5 342 | 100,00 / 100,00 |      |
| Eleitorado/Participação | Eleitorado/Participação        | 8 056 | 66,31 / 100,00  | 3,71 |

#### Sintra - São Martinho
| Partido                 | Partido                        | Votos | %               | +/-  |
| ----------------------- | ------------------------------ | ----- | --------------- | ---- |
|                         | Partido Socialista             | 1 157 | 36,25 / 100,00  | 8,54 |
|                         | Partido Social Democrata       | 796   | 24,94 / 100,00  | 1,78 |
|                         | CDS – Partido Popular          | 458   | 14,35 / 100,00  | 5,00 |
|                         | Bloco de Esquerda              | 327   | 10,24 / 100,00  | 2,52 |
|                         | Coligação Democrática Unitária | 196   | 6,14 / 100,00   | 0,75 |
|                         | PCTP/MRPP                      | 32    | 1,00 / 100,00   | 0,16 |
|                         | Outros                         | 95    | 2,97 / 100,00   |      |
| Votos Inválidos         | Votos Inválidos                | 131   | 4,11 / 100,00   | 0,78 |
| Total                   | Total                          | 3 192 | 100,00 / 100,00 |      |
| Eleitorado/Participação | Eleitorado/Participação        | 5 041 | 63,32 / 100,00  | 0,21 |

#### Sintra - São Pedro de Penaferrim
| Partido                 | Partido                        | Votos | %               | +/-  |
| ----------------------- | ------------------------------ | ----- | --------------- | ---- |
|                         | Partido Socialista             | 1 997 | 35,65 / 100,00  | 8,59 |
|                         | Partido Social Democrata       | 1 366 | 24,39 / 100,00  | 1,80 |
|                         | CDS – Partido Popular          | 777   | 13,87 / 100,00  | 4,16 |
|                         | Bloco de Esquerda              | 628   | 11,21 / 100,00  | 2,42 |
|                         | Coligação Democrática Unitária | 464   | 8,28 / 100,00   | 0,08 |
|                         | Outros                         | 194   | 3,45 / 100,00   |      |
| Votos Inválidos         | Votos Inválidos                | 175   | 3,12 / 100,00   | 0,21 |
| Total                   | Total                          | 5 601 | 100,00 / 100,00 |      |
| Eleitorado/Participação | Eleitorado/Participação        | 8 751 | 64,00 / 100,00  | 2,49 |

#### Terrugem
| Partido                 | Partido                        | Votos | %               | +/-  |
| ----------------------- | ------------------------------ | ----- | --------------- | ---- |
|                         | Partido Socialista             | 921   | 38,57 / 100,00  | 8,63 |
|                         | Partido Social Democrata       | 620   | 25,96 / 100,00  | 0,62 |
|                         | Bloco de Esquerda              | 272   | 11,39 / 100,00  | 4,51 |
|                         | CDS – Partido Popular          | 241   | 10,09 / 100,00  | 4,01 |
|                         | Coligação Democrática Unitária | 170   | 7,12 / 100,00   | 0,28 |
|                         | Outros                         | 79    | 3,30 / 100,00   |      |
| Votos Inválidos         | Votos Inválidos                | 85    | 3,56 / 100,00   | 0,30 |
| Total                   | Total                          | 2 388 | 100,00 / 100,00 |      |
| Eleitorado/Participação | Eleitorado/Participação        | 3 786 | 63,07 / 100,00  | 0,83 |